# Rödmaskpapegoja
Rödmaskpapegoja (Hapalopsittaca pyrrhops) är en fågel i familjen västpapegojor inom ordningen papegojfåglar.

## Utseende och läte
Rödmaskpapegojan är en 22 cm lång och knubbig papegojfågel med huvudsakligen grön fjäderdräkt. På huvudet syns rött på pannan, tygeln, kind och ögonbrynsstreck samt gulstreckade örontäckare. Undersidan är grön, liksom ovansidan förutom blå armtäckare och mörkblå handpennor. Stjärten är mörkblå. Bland lätena hörs hårda skriande "ch-ek ch-ek" med andra tonen ljusare. Även "eek eek eek" och från sittplats "thrut" kan höras.

## Utbredning och systematik
Fågeln förekommer i Anderna i sydvästra Ecuador och angränsande nordvästra Peru. Den behandlas som monotypisk, det vill säga att den inte delas in i några underarter.

## Status och hot
Rödmaskpapegojan har en liten världspopulation bestående av uppskattningsvis endast 1 200–1 600 vuxna individer. Den tros också minska kraftigt i antal till följd av habitatförlust. Internationella naturvårdsunionen IUCN kategoriserar arten som starkt hotad.